# Colorado Springs
Colorado Springs is een stad in de Amerikaanse staat Colorado en telde in 2020 478.961 inwoners en was daarmee de 39ste stad in de Verenigde Staten. De oppervlakte bedraagt circa 505 km². In Cheyenne Mountain, ten zuidwesten van de stad, is het hoofdcontrolestation van de gps-satellieten gevestigd.
Oorspronkelijk heette de stad Fountain Colony.

## Demografie (volkstelling 2000)
Van de bevolking is 9,6 % ouder dan 65 jaar en bestaat voor 27 % uit eenpersoonshuishoudens. De werkloosheid bedraagt 3,2 %.
Ongeveer 12 % van de bevolking van Colorado Springs bestaat uit latino's, 6,6 % is van Afrikaanse oorsprong en 2,8 % van Aziatische oorsprong.
Het aantal inwoners steeg van 283.112 in 1990 naar 360.890 in 2000.

## Klimaat
In januari is de gemiddelde temperatuur -1,8 °C, in juli is dat 21,6 °C. Jaarlijks valt er gemiddeld 412,5 mm neerslag (gegevens op basis van de meetperiode 1961-1990).

## Economie
De economie van Colorado Springs draait vooral op militaire faciliteiten en high-techindustrie. Ook toerisme is een belangrijke economische factor voor de stad. Belangrijke technologiebedrijven in de stad zijn:
- Verizon Business - Software-ontwikkelaar
- Hewlett-Packard - Elektronica-onderdelen
- SNIA - Netwerkproducten
- Agilent - Producent van test- en meetapparatuur
- Intel - Chipproducent
- Atmel - Chipproducent (voormalig Honeywell)
- Cypress Semiconductor Colorado Design Centrum

## Sport
In 1986 vonden in Colorado Springs de Wereldkampioenschappen wielrennen plaats. De Italiaan Moreno Argentin won er de wegwedstrijd voor beroepsrenners. Datzelfde jaar werden ook de Wereldkampioenschappen baanwielrennen georganiseerd op de lokale wielerbaan.
Colorado Springs was in 1962 gastheer van het WK ijshockey.

## Partnersteden
- Fujiyoshida (Japan)
- Kaohsiung (Taiwan)
- Smolensk (Rusland)
- Bisjkek (Kirgizië)
- Nuevo Casas Grandes (Mexico)
- Bankstown (Australië)

## Plaatsen in de nabije omgeving
De onderstaande figuur toont nabijgelegen plaatsen in een straal van 16 km rond Colorado Springs.

## Bekende inwoners van Colorado Springs

### Geboren
- Lon Chaney sr. (1883-1930), acteur
- Spring Byington (1886-1971), actrice
- Marceline Day (1908-2000), actrice
- Max Morath (1926-2023) ragtimepianist, componist, acteur en schrijver.
- Bobby Unser (1934-2021), autocoureur
- Kelly Bishop (1944), actrice
- Tom Hamilton (1951), bassist (Aerosmith)
- Mia Dillon (1955), actrice
- Michael Boatman (1964), acteur en auteur
- Sherry Stringfield (1967), actrice
- Scott Walker (1967), gouverneur van Wisconsin (2011-2019)
- Dorothy Metcalf-Lindenburger (1975), astronaute
- Christopher Del Bosco (1982), Canadees freestyleskiër
- David Wagenfuhr (1982), voetballer
- Benson Henderson (1983), vechtsporter